# 圣经批判学

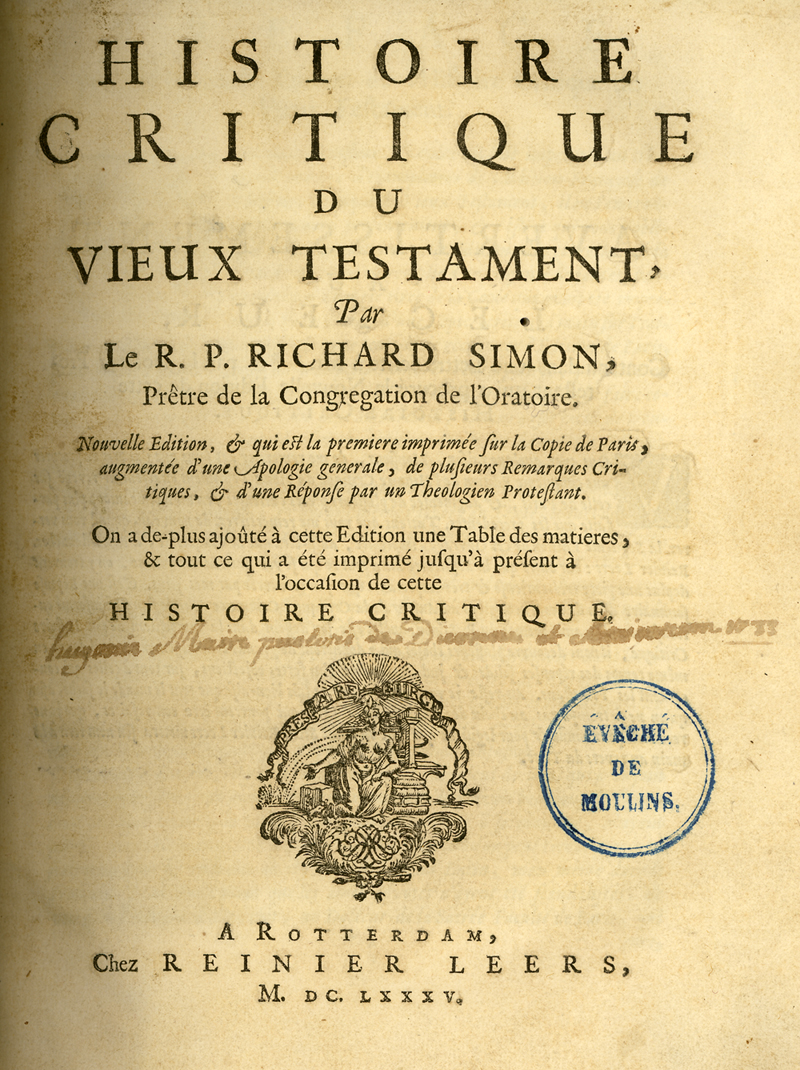
Richard Simon所著Critical History（1685年）的封面，這是早期圣经批判学的作品

圣经批判学，又称圣经批判，或圣经批评是用批判式的分析方式來瞭解及解釋聖經。在十八世紀時從歷史—聖經批判（historical-biblical criticism）開始，有二個明顯的特徵：
1. 科學的關注，應用中性、非教派、以理性為基礎的判斷在聖經的研究上，避免宗教教義及偏見。
2. 相信在重建文字背後的歷史事件，以及瞭解聖經文字演變的歷史，可以對聖經有正確的瞭解。

這使得此分析方式和早期的前批判方式（pre-critical methods）、反對圣经批判学的反批判方式（anti-critical method）、之後的後批判導向（post-critical orientation），以及許多圣经批判学在二十世紀末和二十一世紀演變成的批判理論不同。
大部份學者認為德國的啟蒙時代（約公元1650年至1800年） 產生了圣经批判学，不過也有學者認為是起源於宗教改革。德國虔敬主义在其發展上有重要的角色，而英國的自然神论也是，不過最大的影響是理性主义以及新教的學術。啟蒙時代以及當時對聖經和教會的懷疑，人們開始想要瞭解耶稣這個人的歷史基礎，而不是傳統教會有關耶穌神性的神學觀點。对历史中耶稣的探索從圣经批判学的最早期開始，持續是圣经批判学的關注主題，長達二百年之久。
歷史—聖經批判包括了許多的研究方式及問題，可以分為四種主要的方法論：文本批评、來源批判、形式批判和文学批评。文本批评檢驗聖經抄本以及其內容，以識別其原始的文字可能的內容。来源批判找出文字原始來源的證據。形式批判會識別文本中的小單位，試圖找到其起源。後來發展的校訂批判可以視為是来源批判和来源批判的衍生。這些方式在本質上都是歷史性的，注重的是聖經經文在以目前形式出現之前，所發生的事。文学批评是在二十世紀出現的，和上述三種方式不同，注重目前存在文字的文學結構，判斷作者的意圖，並且透過修辭批判、正典批判和叙事批判來區分讀者對文本的回應。圣经批判学中的這些方法加起來，永久地改變了人們看待聖經的方式。
圣经批判学在二十世紀末以及二十一世紀初受到許多学术和理論的影響，也造成圣经批判学的轉變。圣经批判学長期被白人男性的新教學者所主導，二十一世紀開始注意到其他人，例如白人以外的學者、女性、猶太人以及天主教的傳統觀點也成為圣经批判学的主流。全球化也帶來此領域更廣的世界觀，其他的學科（例如东方研究、心理学、文化人类学和社会学）也形成新的圣经批判学，稱為「社會科學批判學」（social scientific criticism）和心理聖經批判學（psychological biblical criticism）。而后现代主义以及後批判性解釋也在質疑圣经批判学的角色，以及是否有功用。這些新的方法帶來新的目標，圣经批判学從其歷史性轉向其文學性，其基本前提也從中立的判斷，轉換為認可在讀者在研究中帶入的各種觀點。

## 定義
Daniel J. Harrington定義圣经批判学是：「用科學的準則（歷史和文學的）以及人類的理性，在儘可能保持客觀的情形下，來瞭解並解釋聖經作者所要表達的意義。」。原始的圣经批判学主要是關注其歷史性，批評家著重在文字後面的歷史事件以及文本演變的歷史:33。這類的圣经批判学是以歷史的角度分析，而不是神學性的，有時稱為歷史批判或歷史—聖經批判（有時也稱為高等批判），而不只單稱為圣经批判:31。聖經批評學者和廿俗的批評學者用一樣的科學方法以及研究歷史的方式，強調理性和客觀:45。中立性是其定義性的要求:27。
1990年代時，新的觀點、全球化以及不同學科的輸入擴展了圣经批判学，從原本的準則往外延伸，變成許多的學科，而且有不同（可能還彼此矛盾）的關注點:21,22。圣经批判学從中立的判斷到轉換為認可在讀者在研究中帶入的各種觀點。:21,22。新型式的圣经批判学主要是文學性的，不再著重在其歷史性，關注目前存在的文本:21,22。

## 主要方法
神學家David R. Law提到聖經學者一般會將文本批判、來源批判、形式批判和編修批判一起進行。舊約聖經（希伯來聖經）和新約聖經的文體不同，在詮釋上也會有各自的問題，需要分開處理。為了說明的需要，以下會將各批判方式分開敘述，不一定會將舊約和新約分開來描述。但是這不是實際進行圣经批判学研究時的作法:viii–ix。

### 文本批判
聖經的文本批判（textual criticism），也稱為低等批判（low-level criticism或lower criticism），是有關聖經文字本身以及所有相關聖經抄本的檢驗，目的是確定聖經原始的文字:47。就其處理的大量信息而言，這是圣经批判学中信息量最大的領域之一。昆蘭洞穴中大約有900個手抄本，其中包括希伯來聖經中現存最早的抄本。其中包括了舊約聖經中《以斯帖記》以外的38卷書，不過大部份都只有片段。相較於其他古代的作品，新約聖經的手抄本很多，有超過5,800個完整或是片段的希腊语抄本，10,000個拉丁语，9,300個其他古代語言的抄本，語言包括有敘利亞語、斯拉夫语、哥德語、吉茲語、科普特语和亚美尼亚语。一般認為抄本的年代從公元110–125年（蒲草紙抄本{\displaystyle {\mathfrak {P}}}52） ，一直到十五世紀德國開始使用印刷術為止。在公元一到四世紀，基督教教父的著作中，直接引用新約的大約有一百萬句。比較起來，西方來源第二好的古代作品是《伊利亚特》，推測是由古希臘的荷马所著，是在公元前第七或第八世紀所著，有超過1,900個抄本，不過其中許多是片段。

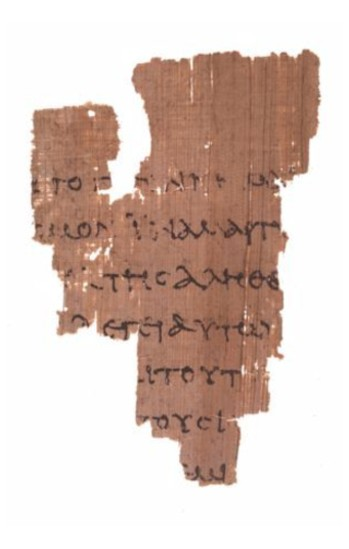
雷蘭殘篇P52是現存的新約蒲草紙抄本中，年代最早的抄本，其中是《約翰福音》的部份內容

抄本是用手寫的，是由一份手寫的抄本手抄產生另外一本抄本，這些抄本不會像印刷品一樣完全相同，抄本之間的差異稱為異文（variants）:204。異文簡單來說，就是二份相同語言，對應相同聖經經文抄本的差異處。許多的異文只是拼錯字或是抄寫錯誤。例如抄寫者可能少了一個字母或幾個字母，省略了一個字或是一行，將某個字母寫成另一個字母，將字母對調等。有些異文表示抄寫者試著要用修改字或片語，來進行簡化或是調和。
異文的精確數量仍有爭議，不過若存在的文本越多，有異文的可能性也越高。在聖經文字，異文不是均均分佈的。新約聖經異文的列表中，新約聖經中有62.9%是沒有異文的。異文對單一抄本可靠度的影響會用將此抄本和其他已建立可靠度的抄本來比較。自從1881年起，已新發現了許多的古抄本，在希臘文新約聖經中存在關鍵性的抄本（例如NA28和UBS5），在上述發現中確認「經文幾乎沒有變化」。「這也表示第四世紀的『最好的抄本』亞歷山大—梵蒂岡和西奈蒂庫斯抄本（'Alexandrian' codices Vaticanus and Sinaiticus）其根源可以擴展到整個第三世紀，甚至到第二世紀。」。   

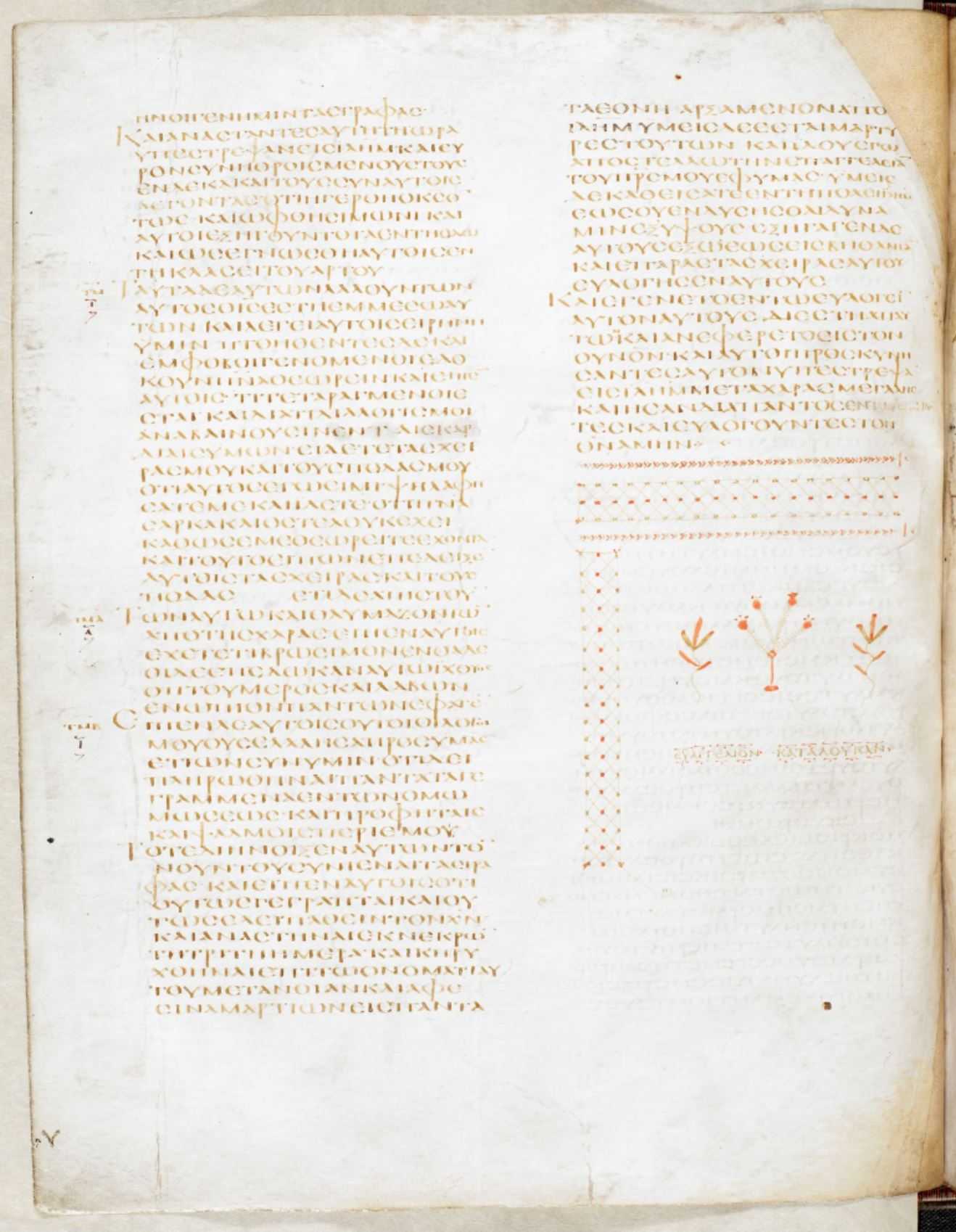
亞歷山大抄本中的Folio 41v。Alexandrian textual family是以此抄本為基礎

抄本可以依異文分類為family。假設抄寫者A在抄寫時出現一個錯誤，抄寫者B沒有那個錯誤。抄本的來源若來自抄寫者A的抄本，應該也會有相同的錯誤，而源自抄寫者B的抄本，則不會有那個錯誤。一段時間之後，由抄寫者A抄本衍生，有那個錯誤的抄本，彼此之間的差異也會越來越大，但因為有那個錯誤，可以識別是由抄寫者A抄本所衍生的。:207,208。許多不同代，包括此錯誤的版本，會稱為抄文的family。文本批判會研究各family之間的差異，彼此結合，目的是要找原始的經文:205。整理這些大量的原始材料非常複雜，因此抄本family會分類在和地理區域相關的類別中。新約文本family的分類有亞歷山大（也稱為中立经文，Neutral text）、西方（拉丁文譯本）、東方（由於安条克及君士坦丁堡）:213。
圣经批判学的先驅是拉比猶太教和早期教會:82。猶太教的正典只有《希伯來聖經》（舊約聖經），早在公元100年就在處理希伯來聖經的異文。在產生標準版希伯來聖經的任務中，翻譯扮演重要的角色。希伯來聖經在第二世紀末逐漸定型，成為《馬所拉文本》，也就是目前基督教舊約聖經的來源:82–84。

#### Almah翻譯的問題
马太福音1：22-1：23写道：“这一切的事成就，是要应验主借先知所说的话说：  ‘必有童女怀孕生子，人要称他的名为以马内利’（‘以马内利’翻出来就是‘神与我们同在’）。”犹太批评家认为，基督教误读了以赛亚书7:14中的almah（“עלמה”，年轻女子）。以赛亚的犹太译本写到：“看哪，这个年轻女子怀孕了，将要生一个儿子，她会给他取名为以马内利。”此外，它认为，基督徒在采取这节经文时断章取义。
马太福音1:23的希腊文本使用了“parthenos”一词，这是通常一个意指处女的希腊单词：
"ιδού η παρθένος εν γαστρί έξει και τέξεται υιόν και καλέσουσιν το όνομα αυτού Εμμανουήλ ο έστιν μεθερμηνευόμενος μεθ' ημών ο Θεός". (Matthew 1:23 （页面存档备份，存于） Textus Receptus)
希伯来语的以赛亚书7:14（从右到左）使用almah这个词：
יד לָכֵן יִתֵּן אֲדֹנָי הוּא, לָכֶם--אוֹת: הִנֵּה הָעַלְמָה, הָרָה וְיֹלֶדֶת בֵּן, וְקָרָאת שְׁמוֹ, עִמָּנוּ אֵל. 14
因此，主自己要给你们一个兆头，必有年轻女子怀孕生子，给他起名叫以马内利。 （以赛亚书7:14）

在1世纪，犹太人将希伯来经文翻译成希腊文的七十士译本，其中的以赛亚书7:14中使用“parthenos”（“童贞女”）而不是常用的希腊词“neanis”（以为年轻女子）。七十士译本的希腊词παρθένος（parthenos）被许多人认为是对以赛亚书中希伯来词almach的不准确翻译，但这只是从七十士译本之后1000年所写成的馬所拉文本看来才是如此。
一些学者认为，bethulah（“בתולה”，童贞女）和almah（年轻女子）的确切含义是误导的，因为没有希伯来词具有童贞女的意思。马丁·路德也认为这个辩论是无关紧要的，这不是因为这些话并不清楚地意为童贞女，而是因为在功能上almah和bethulah是同义词。

#### 舊約的來源批判：威爾豪森假說

圖中表示依底本學說，摩西五經的作者和版本
J：雅威文獻（西元前10至前9世紀）
E：伊羅興文獻（西元前9世紀）
Dtr1：早期（西元前7世紀）申命記文獻歷史學家
Dtr2: 後期（西元前6世紀）申命記文獻歷史學家
P*：祭司文獻（西元前6至前5世紀）
D†：申命記文獻
R：編修者
DH：申命記歷史（《約書亞記》、《士師記》、《撒母耳记》、《列王紀》）

### 編修批判

符類福音中文字的相關性